# Dersingham
Dersingham est une paroisse civile et un village du Norfolk, en Angleterre.